# ГЕС Сендже
ГЕС Сендже – гідроелектростанція, що споруджується у материковому регіоні Екваторіальної Гвінеї нижче від ГЕС Джібло на річці Веле (бере початок в Габоні та перетнувши територію Екваторіальної Гвінеї впадає у Гвінейську затоку). Після закінчення будівництва усталена потужність ГЕС буде найбільшою серед усіх генеруючих потужностей країни, а бетонна  гребля – найвищою серед гребель в Екваторіальній Гвінеї.

## Місцезнаходження та  склад споруд
Будівельний майданчик розташований за 30 км на  південь від столиці континентального регіону міста  Бата та за 20 км на  схід від розташованого в гирлі річки Велє містечка Мбіні. 
В рамках проекту річку перекриють бетонною гравітаційною греблею заввишки 63,0 метра, крім того, при створенні напірного  фронту для набору води у водосховищі, побудують чотири допоміжні земляні  дамби висотою до 20 метрів. 
Компонування  гідровузла – пригреблево-дериваційне (напір для ГЕС утворюється поєднанням напорів, створених греблею та по довжині деривації). Енергетичний тракт представлений підвідним  каналом до водоприймача, водоприймачем, напірними металевими водоводами з внутрішнім діаметром 5,0 м, будівлею ГЕС і відвідним каналом. У будівлі ГЕС  встановлять 4 радіально-осьові турбіни (Френсіса). 
Видача електроенергії  в систему буде здійснюватись через КРПЕ 220 кВ.

## Основні  характеристики проекту
- Встановлена потужність - 200 МВт, 4 гідроагрегати  потужністю 50 МВт кожен.
- Напруга видачі потужності - 220 кВ.
- Середнє річне виробництво - 1 402 млн. КВтг.
- Розрахунковий напір - 67,5 м.
- Водосховище:
  - Площа водного  дзеркала - 21,57 км2.
  - Нормальний  підпірний рівень водосховища - 88,0 м.
  - Корисний об'єм  водосховища - 60,2 млн. м3.[1][3]

## Основні етапи  реалізації проекту
Офіційне відкриття будівництва президентом Республіки Екваторіальна Гвінея за участю членів уряду, парламенту і громадських делегацій відбулося в  лютому 2012-го року. Проект будівництва розроблений під егідою генерального проектувальника - українського підприємства "Укрводпроект" (2012 р., Київ). Будівництво здійснює компанія Duglas Alliance LTD. на замовлення уряду Екваторіальної Гвінеї.  
Восени 2015 року здійснили перекриття річки Велє. 
Станом на березень 2018 року запуск гідроелектростанції  Сендже планувався за 31 місяць. 